# Elizabeth Ewombè-Moundo
Œuvres principales
Little toe et pebble
Le voyage abyssal
L'emmurement
Analua
La nuit du monde à l'envers
Elizabeth Ewombè-Moundo, née à Douala, est une anthropologue et romancière et fonctionnaire internationale camerounaise francophone, responsable internationale de l'Unesco en Afrique.

## Biographie
Elizabeth-Ewombè Moundo fait sa scolarité du primaire au Cameroun, puis secondaire sur l'île de La Réunion. Elle poursuit des études supérieures à La Sorbonne, puis étudie à l'université de Rennes II et obtint le Doctorat d'État en psychopathologie et anthropologie culturelle et religieuse. Elle a également un Diplôme d'études approfondies en Sciences de l'éducation. 
De 1986 à 1990, elle a travaillé conjointement comme assistante de recherche à l'Université Paris V et comme psychopathologiste à l'Université Omar Bongo à Libreville au Gabon. 
En 1991, elle entre au service de l'UNESCO, d'abord au Tchad puis au Rwanda où elle chargée d'ouvrir le Bureau de Kigali en 1996 et devient la représentante de l'UNESCO pour ce pays. Deux ans plus tard, elle prend la tête du Bureau de Conakry qu'elle dirige de 1998 à 2002 en tant que représentante de l'UNESCO en Guinée. D'octobre 2002 à avril 2003, Elizabeth Ewombè-Moundo est la directrice intérimaire de l'Office de Bamako au Mali et en novembre 2004 elle devient directrice de l'UNESCO pour le Bénin, la Côte d'Ivoire, le Ghana, le Nigeria et le Togo, en poste à Accra.
En 2010, elle reçoit le Prix Ivoire pour La Nuit du monde à l’envers.

## Œuvres
- Grossesse et petite enfance en Afrique noire et à Madagascar. éditions L'Harmattan, Paris, 1991. (136 p.)  (ISBN 2-7384-1123-1)  (ouvrage de synthèse sur l'Afrique noire co-écrit avec Suzanne Lallemand et Odile Journet).
- Little toe et pebble.  Conakry: Les éditions Ganndal, 2000. (24p.).  (ISBN 2-913326-23-4). (littérature jeunesse).
- Le voyage abyssal. Conakry: Les éditions Ganndal, 2002. (64p.).  (ISBN 2-913326-48-X). (poésie).
- L'emmurement. Ivry-Sur-Seine: éditions A3, 2003. (80p.).  (ISBN 2-84436-014-9). (nouvelles).
- Analua. Paris: éditions L'Harmattan, 2005. (156p.).  (ISBN 2 7475 8329 5). (roman). [Illustrations Hélène Cuny].
- La nuit du monde à l'envers. Dakar: éditions Panafrika, 2009. (146p.).  (ISBN 978-2-912717-42-9). (nouvelle)